# Lobo e cão
Lobo e cão (alternative Schreibweise: Lobo e Cão, internationaler Titel: Wolf and Dog, dt.: „Wolf und Hund“) ist ein portugiesischer Spielfilm von Cláudia Varejão aus dem Jahr 2022. Das Drama stellt die queere Szene auf den Azoren am Beispiel eines jugendlichen Mädchens in den Mittelpunkt, dass ihre sexuelle Identität entdeckt. Die Hauptrolle übernahm Ana Cabral.
Das Werk wurde am 5. September 2022 im Rahmen der Internationalen Filmfestspiele von Venedig uraufgeführt.

## Handlung
Ana wurde als mittleres Kind auf der zu Portugal gehörenden Atlantikinsel São Miguel geboren. Ihre beiden Geschwister und sie leben bei ihrer Mutter und Großmutter. Als sie aufwuchs, wurden ihr die unterschiedlichen sozialen Rollen bewusst, die Mädchen und Jungen zugewiesen werden. Sie ist mit dem queeren Luís befreundet, der sich offen schminkt und auch Frauenkleider trägt. Ana bewundert ihn für seinen Mut. Als ihre Freundin Cloé aus Kanada zu Besuch kommt, beginnt Ana aufzuleben. Die Grenze zwischen den titelgebenden „Wolf“ und „Hund“ wird die Jugendliche über ihren eigenen Horizont hinausführen.

## Veröffentlichung
Die Premiere von Lobo e cão fand am 5. September 2022 beim Filmfestival von Venedig statt, wo Varejãos Regiearbeit eine Einladung in die unabhängige Filmreihe Giornate degli Autori (Venice Days) erhielt.
Ein regulärer Kinostart ist noch nicht bekannt. Ein offizieller Trailer wurde gegen Ende August 2022 veröffentlicht.

## Auszeichnungen
Im Rahmen seiner Präsentation beim Filmfestival von Venedig wurde Lobo e cão mit dem Regiepreis der Sektion Giornate degli Autori (Venice Days) ausgezeichnet. Die Leitung der Jury oblag der französischen Filmemacherin Céline Sciamma. Auch war das Werk für den Queer Lion nominiert.